# 北美鯉亞口魚
北美鯉亞口魚為輻鰭魚綱鯉形目亞口魚科的其中一種，為溫帶淡水魚。

## 分布
本魚分布於北美洲密西根湖、密西西比河流域，從美國賓夕法尼亞州至、蒙大拿州、南達科他州，南迄路易斯安納州、大西洋沿岸北卡羅萊納州开普菲尔至Santee河流域。

## 特徵
本魚體粗壯，成紡錘形，背部拱起，體色為銀色，腹部白色，尾鰭叉型，腹鰭、臀鰭、尾鰭、背鰭灰色或銀色，體被圓鱗體長可達50公分，年齡可達11年。

## 生態
為底棲性魚類，主要棲息在水流中等、沙石底質的湖泊、溝渠、溪流，成群活動，屬雜食性，以藻類、小型甲殼類、軟體動物及有機碎屑為食，在野外會被北梭魚、大口黑鱸、麝香鼠等捕食，最大的天敵為人類。成魚在第3年性成熟，繁殖期在每年4至6月。

## 經濟利用
因數量多且體型大，可做為食用魚、養殖魚及游釣魚。

## 扩展阅读
維基物種上的相關：北美鯉亞口魚